# 町田酒造店
株式会社町田酒造店（まちだしゅぞうてん）は、群馬県前橋市駒形町に本社および工場を置く日本の酒造会社。

## 概要
- 1883年（明治16年）創業の老舗酒蔵で[1][2][3]、「清嘹」・「叶屋卯三郎」・「吹雪の舞」・「ほろ酔い美人」・「亭主関白」・「かかあ天下」ブランドの日本酒を醸造販売する[1]。
- 和風建築の店舗は、元の建物の建材を再利用して改築した落ち着いた雰囲気で「まえばし都市景観賞」に選ばれている[2][4]。
- 敷地内の井戸で汲み上げた利根川の伏流水を、酒造りや酒瓶・酒樽・機械および道具の洗浄に使っている[3]。酒米も群馬県内産を使っている[5]。
- 創業以来当主は「町田卯三郎」を襲名して現在4代目になる[2]。4代目町田卯三郎の長女の町田恵美は、群馬県内初の女性杜氏である[2][5]。

「清嘹」の由来
「嘹」の字の、清らかなお神酒を口でいただくというイメージから、初代町田卯三郎の知人の漢学者によって命名された。

## 沿革
- 1883年（明治16年） - 初代町田卯三郎が創業[1]。
- 1903年（明治36年） - 内国勧業博覧会で総裁の閑院宮載仁親王から褒状を授与される[1]。
- 1938年（昭和13年） - 第16回全国清酒品評会で優等賞[1]。
- 1951年（昭和26年） - 株式会社町田酒造店となる[1]。
- 1952年（昭和27年） - 戦後復活した第1回全国清酒品評会で優等賞[1]。
- 1953年（昭和28年） - 第2回全国清酒品評会で優等賞（2年連続）[1]。
- 1954年（昭和29年） - 第3回全国清酒品評会で優等賞（3年連続）[1]。
- 1955年（昭和30年） - 第4回全国清酒品評会で優等賞（4年連続）[1]。
- 2006年（平成18年） - 平成18年度全国新酒鑑評会で金賞[6][7]。
- 2008年（平成20年） - 平成20年度全国新酒鑑評会で金賞[7]。
- 2009年（平成21年） - 平成21年度全国新酒鑑評会で金賞（2年連続）[7]。
- 2010年（平成22年） - 平成22年度全国新酒鑑評会で金賞（3年連続）[7]。
- 2011年（平成23年） - 平成23年度全国新酒鑑評会で金賞（4年連続）[7]。
- 2013年（平成25年） - 平成25年度全国新酒鑑評会で金賞[7]。
- 2014年（平成26年） - 平成26年度全国新酒鑑評会で金賞（2年連続）[7]。
- 2017年（平成29年） - 平成28年度産業振興・社会貢献優良企業表彰[8]。

## 主な製品
- 「清嘹」[1]
- 「叶屋卯三郎」[1]
- 「吹雪の舞」[1]
- 「ほろ酔い美人」[1]
- 「亭主関白」[1]
- 「かかあ天下」[1]

## 受賞歴
全国新酒鑑評会
平成14酒造年 - 30酒造年
- 「清嘹」金賞受賞 - 平成29年、30年受賞